# ニコラス・ジャクソン
ニコラス・ジャクソン（Nicolas Jackson、2001年6月20日 - ）は、ガンビア・バンジュール出身のサッカー選手。プレミアリーグ・チェルシーFC所属。セネガル代表。ポジションはフォワード。

## クラブ経歴
2018年、カサ・スポルトのトップチームのメンバーとしてキャリアをスタートさせた。
2019年9月、ラ・リーガのビジャレアルがジャクソンの獲得を発表した。フベニールAに登録され、2020年10月5日、セグンダ・ディビシオンのミランデスへのレンタル移籍が決まった。
レンタルバック後の2021年10月3日、レアル・ベティスとの試合にてラ・リーガデビューを飾った。2022-23シーズンではリーグ戦26試合に出場、12ゴールを記録した。
2023年6月30日、チェルシーと8年契約を結び、完全移籍。背番号はクラブのレジェンドであるディディエ・ドログバが最初に着用した15番。2023-24シーズン、リヴァプールとの開幕戦でデビューを果たした。8月25日に行われた、ルートン・タウン戦で初ゴールを決めた。11月6日、トッテナム・ホットスパー戦でキャリア初のハットトリックを達成した。2024年4月16日のエヴァートン戦で、リーグ戦10ゴール目を記録した。プレミアリーグ初年度となったシーズンはリーグ戦35試合に出場、14ゴール5アシストを記録した。

## 個人成績

### クラブ
| 国内大会個人成績 | 国内大会個人成績 | 国内大会個人成績 | 国内大会個人成績 | 国内大会個人成績 | 国内大会個人成績 | 国内大会個人成績 | 国内大会個人成績 | 国内大会個人成績 | 国内大会個人成績 | 国内大会個人成績 | 国内大会個人成績 |
| 年度             | クラブ           | 背番号           | リーグ           | リーグ戦         | リーグ戦         | リーグ杯         | リーグ杯         | オープン杯       | オープン杯       | 期間通算         | 期間通算         |
| 年度             | クラブ           | 背番号           | リーグ           | 出場             | 得点             | 出場             | 得点             | 出場             | 得点             | 出場             | 得点             |
| スペイン         | スペイン         | スペイン         | スペイン         | リーグ戦         | リーグ戦         | 国王杯           | 国王杯           | オープン杯       | オープン杯       | 期間通算         | 期間通算         |
| ---------------- | ---------------- | ---------------- | ---------------- | ---------------- | ---------------- | ---------------- | ---------------- | ---------------- | ---------------- | ---------------- | ---------------- |
| 2020-21          | ミランデス       | 22               | セグンダ         | 16               | 1                | 1                | 0                | -                | -                | 17               | 1                |
| 2021-22          | ビジャレアル     | 26               | ラ・リーガ       | 8                | 0                | 1                | 0                | -                | -                | 9                | 0                |
| 2022-23          | ビジャレアル     | 15               | ラ・リーガ       | 26               | 12               | 2                | 0                | -                | -                | 28               | 12               |
| イングランド     | イングランド     | イングランド     | イングランド     | リーグ戦         | リーグ戦         | FLカップ         | FLカップ         | FAカップ         | FAカップ         | 期間通算         | 期間通算         |
| 2023-24          | チェルシー       | 15               | プレミアリーグ   | 35               | 14               |                  |                  | 4                |                  |                  |                  |
| 通算             | スペイン         | スペイン         | セグンダ         | 16               | 1                | 1                | 0                | -                | -                | 17               | 1                |
| 通算             | スペイン         | スペイン         | ラ・リーガ       | 34               | 12               | 3                | 0                | -                | -                | 37               | 12               |
| 通算             | イングランド     | イングランド     | プレミアリーグ   |                  |                  |                  |                  |                  |                  |                  |                  |
| 総通算           | 総通算           | 総通算           | 総通算           | 50               | 13               | 4                | 0                | 0                | 0                | 54               | 13               |

## 代表歴

### 出場大会
- セネガル代表
  - 2022 FIFAワールドカップ
  - アフリカネイションズカップ2023

### 試合数
- 国際Aマッチ 19試合 1得点（2022年-）[10]

| セネガル代表 | 国際Aマッチ | 国際Aマッチ |
| 年           | 出場        | 得点        |
| ------------ | ----------- | ----------- |
| 2022         | 1           | 0           |
| 2023         | 5           | 0           |
| 2024         | 13          | 1           |
| 通算         | 19          | 1           |

## タイトル
チェルシー
・UEFAカンファレンスリーグ：1回(2024-2025)

### 個人
- ラ・リーガ月間最優秀選手賞: 2023年5月